# Herbert Lang (Pfarrer)
Herbert Lang (* 31. Oktober 1936 in Tagmersheim) ist ein deutscher römisch-katholischer Pfarrer und Historiker.

## Leben
Lang empfing am 29. Juni 1962 durch Bischof Joseph Schröffer in Eichstätt die Priesterweihe. Er wirkte danach zunächst als Kaplan in Ingolstadt, dann in den Pfarreien Freystadt, Bechhofen, Kipfenberg und Ellingen. Nach einem Studium in München zur Vorbereitung auf den Schuldienst kam er 1969 nach Neumarkt i.d.OPf. und wirkte dort von 1969 bis 1987 als Religionslehrer, zunächst am Willibald-Gluck-Gymnasium und später am neu errichteten Ostendorfer-Gymnasium. 1986 wurde er zum Studiendirektor befördert. Von Mitte der 1970er Jahre an gehörte Lang dem Kreistag des Landkreises Neumarkt i.d.OPf. an. Dort wurde er für seine politische Arbeit 1987 mit der Landkreismedaille in Gold ausgezeichnet. Während dieser Zeit begann er zudem, sich der bayerischen Heimatgeschichte zu widmen, und verfasste zahlreiche historische Beiträge für Zeitungen, Festschriften und Chroniken. 
1987 betraute ihn der Eichstätter Bischof Karl Braun mit der Pfarrstelle an der Stadtpfarrkirche St. Emmeram in Wemding. Von 1988 bis 1998 diente er darüber hinaus als Dekan. Am 1. Oktober 2011 trat er in den Ruhestand. Von September 2015 bis August 2016 unterbrach er seinen Ruhestand und war als Pfarradministrator der Pfarreiengemeinschaft Nordendorf tätig.
Für seine seelsorgerische Arbeit und sein ehrenamtliches Engagement zeichnete ihn der Bundespräsident Roman Herzog mit dem Bundesverdienstkreuz aus. 2007 empfing er aus der Hand des bayerischen Ministerpräsidenten Edmund Stoiber den Bayerischen Verdienstorden. 
Im November 2008 wurde er von Papst Benedikt XVI. mit dem Ehrentitel „Kaplan seiner Heiligkeit“ (Monsignore) ausgezeichnet.
Am 6. Januar 2009 wurde er mit der Ehrenbürgerwürde der Stadt Wemding ausgezeichnet. Dank seines Einsatzes sei es unter anderem gelungen, das mehrere Jahre verwaiste Klosterareal durch den Einzug der Speyerer Karmelitinnen (Oktober 2000) wieder zum Leben zu erwecken.

## Auszeichnungen
- 1987: Landkreismedaille des Landkreises Neumarkt i.d.OPf. in Gold
- 1998: Bundesverdienstkreuz am Bande
- 2007: Bayerischer Verdienstorden
- 2009 Ehrenbürgerwürde der Stadt Wemding

## Werke
- Festschrift zur 1100-Jahrfeier des Marktes Breitenbrunn vom 8. Juli bis 18. Juli 1976. Neumarkt i.d.OPf., 1976
- Wemding, Pfarrkirche St. Emmeram. Passau, 2004